# معمر بن المثنى
 أبو عُبَيدة مَعْمَر بن المُثنّى التيمي بالولاء (110 هـ - 209 هـ / 728 م - 824 م): أديب، لغوي، إخباري، مولى بنو تيم من قريش ولد في البصرة عام 110 هـ في خلافة هشام بن عبد الملك الأموي، وتوفي ودفن فيها عام 209 هـ في خلافة المأمون العباسي، زار بغداد ودرس على يد أبي عمرو بن العلاء أحد القراء السبعة وعلى يونس بن حبيب، فصار أحد ثلاثة تعاصروا وتنافسوا فيما بينهم: هو، وأبو زيد، والأصمعي، وقد امتاز عنهما أبو عبيدة بمعرفة أيام العرب وأخبار العرب في الجاهلية، وقد صنف كتباً في أيام العرب وأخبارهم وأشعارهم في الجاهلية، وهو أول من صنف في غريب الحديث، وتوفي وله أكثر من مائتي كتاب، ومن أشهر تلاميذه أبو عبيد القاسم بن سلام، وعمر بن شبة، وأبو نواس الشاعر وغيرهم.
استقدمه هارون الرشيد إلى بغداد سنة 188 هـ، وقرأ عليه أشياء من كتبه. قال الجاحظ: «لم يكن في الأرض أعلم بجميع العلوم منه». وكان إباضيا، شعوبيا، من حفاظ الحديث. قال الذهبي: «أبو عبيدة الإمام العلامة البحر أبو عبيدة مَعْمَر بن المُثنّى..وقد كان هذا المرء من بحور العلم ومع ذلك فلم يكن بالماهر بكتاب الله ولا العارف بسنة رسول الله».
لما عيب عليه نسبه من العجم لحق بفرقة الصفرية من الخوارج، وحاول أن ينتقم لنفسه بتصنيف كتب في مثالب العرب على مذهب الشعوبية، فكرهه الناس، قال ابن قتيبة: «كان يبغض العرب وصنف في مثالبهم كتبا».

## أصله ونشأته
تعود أصوله إلى بلاد فارس، وكان أعجمي الأصل، وكان جده يهودياً من أهل باجروان. ولا يعرف الكثير عن أبويه وعائلته، وقد ولد ونشأ في البصرة في العهد الأموي وأخذ العِلم عن شيوخها، وكان له أخٌ راوية يقال له يزيد بن المثنى وكان أسن منه، وقد اختلفت المصادر في سنة ولادته: فقال ابن خلكان: ولد عام 108 هـ. وقال السيوطي: ولد عام 112 هـ. وذكر الخطيب البغدادي عن أبي عبيدة نفسه قال: ولدت في الليلة التي توفي فيها الحسن البصري في رجب سنة 110 هـ وهذا أصح الأقوال.
وقد عاصر أبو عبيدة دولتين، فقد عاش اثنين وعشرين عاماً في الدولة الأموية، وعاش باقي عمره في الدولة العباسية، وبذلك يكون قد عاصر إثنا عشر خليفة منهم خمسة خلفاء أمويون هم: هشام بن عبد الملك، والوليد بن يزيد، ويزيد بن الوليد، وإبراهيم بن الوليد، ومروان بن محمد، وسبعة خلفاء عباسيون هم: أبو العباس السفاح، وأبو جعفر المنصور، والمهدي، والهادي، وهارون الرشيد، والأمين، والمأمون، وتشير الروايات إلى إحتكاك أبو عبيدة بالخلفاء العباسيين ودخوله إلى بلاطهم وقصورهم في عهد الخليفة هارون الرشيد حيث ورد أنه دخل عليه مرتين، الأولى منها عام 187 هـ قبل نكبة البرامكة حيث رحبوا به وفضلوه على عبد الملك بن قريب الأصمعي الذي كان يتعصب للعرب، بحكم أصوله العربية، وقد أجزل له جعفر البرمكي العطاء، والثانية عام 188 هـ وقرا فيها بعض كتبه والتي منها الخيل على الخليفة هارون الرشيد.

## شيوخه وتلاميذه

### شيوخه
كان له أكثر من سبعين شيخاً، تتلمذ ودرس على أيدهم، ومن أبرزهم:
أبو عمرو بن العلاء التميمي أحد القراء السبعة، ويونس بن حبيب، والأخفش الكبير، وأبو حية النميري، وحماد بن سلمة، وعبد الله بن رؤبة بن العجاج وغيرهم.

### تلاميذه
تتلمذ على يد أبي عبيدة عدد كبير من الأخبارين، والمؤرخين، والنسابة، والأدباء، واللغويين، والفقهاء، وبلغ عدد تلاميذه ستة وخمسين تلميذاً، ومن أشهرهم:
رفيع بن سلمة المعروف بدماذ وهو أشهر تلاميذه الذين نقلوا عنه، علي بن المغيرة الأثرم، خليفة بن خياط، أبو حاتم السجستاني، الجاحظ، عمر بن شبة النميري، محمد بن حبيب البغدادي، محمد بن سلام الجمحي، الحسن بن عثمان الزيادي، عبد الله بن مُحَمد بن هارون التوزي، عبد الملك بن هشام صاحب كتاب السيرة النبوية وغيرهم.

## مؤلفاته
صنف أبو عبيدة كتباً كثيرة زادت على المائتي كتاب، وذلك في شتى المجالات ومنها:
- الكتب الدينية: كتاب الأحلام، وكتاب الإحتلام، وكتاب أعشار الجزور، وكتاب الحدود، وكتاب إعراب القران، وكتاب غريب القران، وكتاب معاني القران، وكتاب مجاز القران، وكتاب غريب الحديث، وكتاب قضاة البصرة.[12][13]
- كتب في أخبار العرب: كتاب التاج، وكتاب الديباج، وكتاب من شكر من العمال وحمد، وكتاب بيوتات العرب، وكتاب طبقات الفرسان، وكتاب النفوس، وكتاب الإعلام، وكتاب الأوفياء، وكتاب لصوص العرب، وكتاب الأنباز، وكتاب مأثر العرب، وكتاب المثالب، وكتاب المنافرات، وكتاب أدعياء العرب، وكتاب العققة، وكتاب العفة.[14]
- كتب في تاريخ العرب قبل الإسلام: كتاب الأيام، وكتاب الأيام الكبير، وكتاب الأيام الصغير، وكتاب أيام بني مازن من تميم، وكتاب أيام بني يشكر وأخبارهم، وكتاب تسميت من قتلت بنو أسد، وكتاب خبر ابني بغيض، وكتاب خبر البراض، وكتاب خبر التوأم، وكتاب خبر عبد القيس، وكتاب خبر الرواية، وكتاب ابني وائل، وكتاب الغارات، وكتاب مغارات قيس واليمن، وكتاب مقاتل الفرسان، وكتاب الأوس والخزرج، وكتاب إياد والأزد.[15]
- كتب في أخبار القبائل: كتاب القبائل، كتاب بيان باهلة، كتاب الحمس من قريش، كتاب غريب بطون العرب، كتاب مأثر غطفان، كتاب مثالب باهلة، كتاب مناقب باهلة، كتاب مناقب قريش وفضائلها.[16] كتب في أخبار الفرس: كتاب الفرس، كتاب فضائل الفرس، كتاب أخبار الفرس.
- كتب في الفتوحات الإسلامية: كتاب السواد وفتحه، كتاب فتوح أرمينية، كتاب فتوح الأهواز.
- كتب عن الأحداث: كتاب تسميت أزواج النبي صل الله عليه وسلم وأولاده، كتاب إسلام عبد القيس، كتاب مقتل عثمان، كتاب الجمل وصفين، كتاب خوارج البحرين واليمامة، كتاب مسعود بن عمرو الأزدي ومقتله، كتاب الحجاج بن يوسف، كتاب مرج راهط، كتاب سلم بن قتيبة، كتاب مقاتل الأشراف، كتاب محمد وإبراهيم إبني عبد الله بن حسن بن الحسن، كتاب الموالي.
- كتب عن فضائل المدن: كتاب خراسان، وكتاب روستقباذ، وكتاب قصة الكعبة، وكتاب مكة والحرم.
- كتب عن الشعر وأخبار الشعراء: كتاب أشعار القبائل، كتاب بشر بن أبي خازم، كتاب الشعر والشعراء، كتاب طبقات الشعراء، كتاب شرح نقائض جرير والفرزدق، كتاب منافع الشعر ومضاره، كتاب شرح ديوان المتلمس بن ضبيعة.
- كتب عن الحيوانات: كتاب الإبل، كتاب أسماء الخيل، كتاب حضر الخيل، كتاب خصي الخيل، كتاب الخيل، كتاب صفة الخيل، كتاب صفات الخيل، كتاب البازي، كتاب الحمام، كتاب الحيات، كتاب العقارب، كتاب الحيوان.

## وفاته
توفي أبو عبيدة بالسم على يد شخص يدعى مُحَمد بن القاسم النوشجاني حيث اطعمه موزاً به سم، فأكله فمات وذلك عام 209 هـ في عهد الخليفة المأمون ودفن في البصرة وعمره تسع وتسعين سنة.